# Stare Żukowice
Stare Żukowice – wieś w Polsce położona w województwie małopolskim, w powiecie tarnowskim, w gminie Lisia Góra.
Jest największą wsią w gminie o powierzchni 19,31 km².
| SIMC    | Nazwa       | Rodzaj    |
| ------- | ----------- | --------- |
| 0822742 | Kawula      | część wsi |
| 0822759 | Moskówka    | część wsi |
| 0822765 | Pinasy      | część wsi |
| 0822771 | Polany      | część wsi |
| 0822788 | Psikąty     | część wsi |
| 0822794 | Starzykówka | część wsi |
| 0822802 | Witkówka    | część wsi |
| 0822819 | Zagrody     | część wsi |

W latach 1975–1998 miejscowość administracyjnie należała do województwa tarnowskiego.
Ochotnicza Straż Pożarna w Starych Żukowicach została założona prawdopodobnie w 1908 roku. W 1997 roku jednostka została włączona do Krajowego Systemu Ratowniczo-Gaśniczego.

## Religia
We wsi funkcjonuje parafia Matki Bożej Częstochowskiej.

## Osoby związane z miejscowością
- Adam Pytel (nauczyciel, polityk)[5]
- Stefan Jaracz (aktor, pisarz, założyciel i dyrektor teatru Ateneum w Warszawie)
- Dariusz Zagórski (piłkarz)